# Saint Lucia-i labdarúgó-válogatott
A Saint Lucia-i labdarúgó válogatott Saint Lucia nemzeti csapata, amelyet a Saint Lucia-i labdarúgó-szövetség (angolul: St. Lucia Football Association) irányít. A CONCACAF-tag szigetország legnagyobb sikerét az 1991-es karibi kupa bronzérmével érte el, labdarúgó-világbajnokságon még nem vett részt.

## Korábbi mérkőzések 2008-ban
| Időpont           | Helyszín          | Ellenfél                      | Eredmény | Kiírás       |
| ----------------- | ----------------- | ----------------------------- | -------- | ------------ |
| 2008. február 6.  | Providenciales    | Turks- és Caicos-szigetek (o) | 1 – 2    | Vb-selejtező |
| 2008. március 26. | Vieux Fort        | Turks- és Caicos-szigetek (i) | 2 – 0    | Vb-selejtező |
| 2008. május 18.   | St. John's        | Antigua és Barbuda (i)        | 1 – 6    | Barátságos   |
| 2008. június 14.  | Guatemalaváros    | Guatemala (i)                 | 0 – 6    | Vb-selejtező |
| 2008. június 21.  | Los Angeles (USA) | Guatemala (s)                 | 1 – 3    | Vb-selejtező |

## Következő mérkőzések
Nincs lekötött mérkőzésük.

## Nemzetközi eredmények
Karibi kupa
- Bronzérmes: 1 alkalommal (1991)

## Világbajnoki szereplés
- 1930 – 1990: Nem indult.
- 1994 – 2014: Nem jutott be.

## CONCACAF-aranykupa-szereplés
- 1991 – 2007: Nem jutott be.

## Játékosok

### Híresebb játékosok
- Keith Alexander: angliai születésű középcsatár, aki számos angol másod-, illetve harmadosztályú csapatban játszott.
- Ken Charlery: angliai születésű labdarúgó, aki számos angol másod-, illetve harmadosztályú csapatban játszott.
- Warren Hackett: angliai születésű védő, aki a Tottenham Hotspur ifjúsági csapatában kezdte pályafutását.
- Earl Jean: a Plymouth Argyle egykori csatára.